# Aktív szűrő
Az aktív szűrő olyan elektronikus áramkör, amely az elektromos áram meghatározott frekvenciáit meghatározott módon képes csillapítani vagy erősíteni. Emiatt általában aktív (erősítő) elemet is tartalmaz. Lehet hangolható (az egyszerűbbeket potenciométerekkel és kapcsolókkal lehet állítani) vagy olyan, ami előre meghatározott frekvenciatartományban működik.
Elsősorban hangfrekvenciákon alkalmazzák, ezekben többnyire műveleti erősítő az aktív elem. Az aktív szűrő működtetéséhez elektromos tápellátás szükséges.
Az aktív szűrő legalább két szerkezeti egységre bontható:
- a frekvenciamenetet meghatározó passzív szűrő
- erősítést végző komponens

A frekvenciaátviteli karakterisztika szerint az alábbi szűrőtípusok léteznek:
- Felüláteresztő szűrő – A vágási pont alatti frekvenciákat csillapítja.
- Aluláteresztő szűrő – A vágási pont feletti frekvenciákat csillapítja.
- Sáváteresztő szűrő – Egy bizonyos tartományon belüli frekvenciát átenged, a sáv alatti és a sáv feletti frekvenciákat csillapítja.
- Lyukszűrő, illetve sávzáró szűrő – Egy bizonyos sávban csillapít, alatta és felette átengedi a jelet.

## Alkalmazások
- Vasúti vontatás: a mozdonyok okozta jelentős áramingadozásokat aktív szűrő segítségével egyenlítik ki.
- Hangfrekvencia: különféle hangszínek kikeverése, equalizer
- Zajszűrés, átviteli korrekció, előkiemelés, utóelnyomás